# Bolax rutila
Bolax rutila är en skalbaggsart som beskrevs av Wilhelm Ferdinand Erichson 1847. Bolax rutila ingår i släktet Bolax och familjen Rutelidae. Inga underarter finns listade.